# اینترنشنال ایرلاینز گروپ

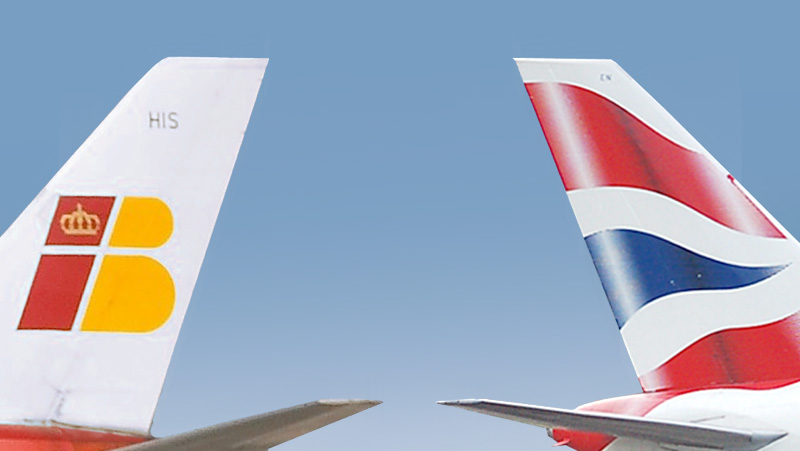
بریتیش ایرویز - هواپیمایی ایبریا

اینترنشنال ایرلاینز گروپ (به انگلیسی: International Airlines Group) یا گروه خطوط هوایی بین‌المللی شرکت هلدینگ هواپیمایی انگلیسی-اسپانیایی و چندملیتی است، که مقر اصلی آن در شهر لندن، بریتانیا قرار دارد و دفتر عملیاتی آن نیز در مادرید، اسپانیا مستقر می‌باشد.
این شرکت در ژانویه ۲۰۱۱ از ادغام ۲ شرکت بریتیش ایرویز و هواپیمایی ایبریا که خطوط هواپیمایی حامل پرچم انگلستان و اسپانیا هستند، تأسیس شد. گروه اینترنشنال ایرلاینز هم‌اکنون هفتمین شرکت هواپیمایی جهان به‌شمار می‌آید، همچنین به‌عنوان سومین شرکت هواپیمایی اروپا محسوب می‌شود.
بخشی از سهام شرکت اینترنشنال ایرلاینز در بازارهای بورس لندن، بورس مادرید و بورس بارسلون معامله می‌شود. بانک اسپانیایی بانکیا با در اختیار داشتن ۱۲ درصد از سهام این شرکت، بزرگترین سهام‌دار آن محسوب می‌شود.